# Artūrs Dārznieks
Artūrs Dārznieks, född 20 april 1993 i Jēkabpils, är en lettisk rodelåkare.

## Karriär
Dārznieks tävlade för Lettland vid olympiska vinterspelen 2018 i Pyeongchang, där han slutade på 24:e plats i herrarnas singel. Vid olympiska vinterspelen 2022 i Peking slutade Dārznieks på 18:e plats i herrarnas singel.